# Verhaltensgestörtenpädagogik
Die Verhaltensgestörtenpädagogik (auch Pädagogik bei Verhaltensstörungen oder Pädagogik bei emotionaler und sozialer Entwicklung) ist eine Fachrichtung der Sonderpädagogik. Sie beschäftigt sich mit Verhaltensstörungen, die bei Kindern und Jugendlichen auftreten. Hierzu liefert sie Definitionsmöglichkeiten, Diagnoseverfahren, Erklärungsansätze und erzieherische Handlungsempfehlungen. Nach dem Studium der Verhaltensgestörtenpädagogik kann man das Referendariat im Schuldienst antreten und ist nach dem Bestehen des 2. Staatsexamens Sonderschullehrer.

## Definition einer Verhaltensstörung
Die Pädagogik bei Verhaltensstörungen definiert eine Verhaltensstörung als ein von den zeit- und kulturspezifischen Erwartungsnormen abweichendes, unangepasstes Verhalten, das die Entwicklungs- und Lernfähigkeit eines Kindes extrem einschränkt und ohne besondere pädagogische Hilfe nicht überwunden werden kann. Diese Verhaltensstörungen lassen sich in internalisierende und externalisierende Störungen unterteilen. Zu den internalisierenden Störungen zählen beispielsweise Ängste und Depressionen. Zu den externalisierenden Störungen ADHS und Aggressionen. Insofern die Verhaltensstörung auch in der Schule auftritt und das betroffene Kind oder die Mitschüler dadurch massiv beeinträchtigt werden, kann ein Schulwechsel an eine Förderschule, an eine Heimschule oder eine Klinikschule erfolgen, in der das Kind von Sonderschullehrern unterrichtet wird.

## Erklärungsansätze
Zur Entstehung von Verhaltensstörungen werden biologische, psychologische, soziologische und systemtheoretische Erklärungsansätze geliefert.  Ein Mangel an Dopamin kann zu Konzentrationsproblemen und einer geminderten Aufmerksamkeitsspanne führen, ein Mangel an Noradrenalin zu einer geringen Impulssteuerungsfähigkeit und ein Serotoninmangel zu einer herabgesetzten Frustrationstoleranz führen, sowie eines gesteigerten Aggressionspotentials führen (biologischer Erklärungsansatz). Einer der vielen psychologischen Erklärungsansätze baut auf der psychoanalytischen Sichtweise von Sigmund Freud auf. Laut Fritz Redl kann im Strukturmodell der Psyche durch ein Missverhältnis zwischen dem "Es", dem "Ich" und dem "Über-Ich" eine "Ich-Störung" entstehen, die zu fehlender Frustrationstoleranz, Ängsten oder einer verzerrten Realitätswahrnehmung führen kann. Ein weiterer psychologischer Ansatz beruft sich auf die Lerntheorie. Dieser liegt der Grundsatz zugrunde, das jedes Verhalten gelernt ist und auch wieder verlernt werden kann. Angststörungen können durch klassische Konditionierung entstehen, aggressives Verhalten durch operantes Konditionieren und oppositionelle Verhaltensweisen durch Modelllernen. Einen soziologischen Erklärungsansatz bietet die Etikettierungs-Theorie. Diese konstatiert, dass ein Minderjähriger, der durch seine Erziehungsberechtigten, Peer-Group oder Lehrer beispielsweise als Krimineller abgestempelt wird, sich zunehmend mit dieser Zuschreibung identifiziert und dadurch auf die schiefe Bahn gerät. Der systemtheoretische Ansatz konstatiert, dass nicht das Kind verhaltensgestört ist, sondern im System des Kindes eine Störung vorliegt. In der Schule bilden Klassenkameraden, Lehrer und sonstiges pädagogisches Personal ein System.  Die Ursache der Störung kann nicht alleinig durch eine Verhaltensänderung des Kindes, sondern durch eine Änderung des Systems behoben werden.

## Handlungsansätze
Innerhalb der Verhaltensgestörtenpädagogik gibt es verschiedene Handlungsansätze, die von Sonderschullehrern im Unterricht umgesetzt werden können. Diese Unterrichtskonzepte haben zum Ziel, dass im Schulunterricht die emotionale und soziale Entwicklung des Kindes gefördert wird, sodass die Verhaltensstörungen in ihrer Intensität gemindert werden und das Verhalten am Ende des Erziehungsprozesses nicht mehr gestört, sondern normadäquat ist.  Basierend auf der Lerntheorie kann eine Verhaltensmodifikation durchgeführt werden. In dieser wird ein genau definiertes gewünschtes Verhalten des Kindes in Form von materiellen oder sozialen Verstärkern belohnt, unerwünschtes Verhalten wird ignoriert oder bestraft. Auf dem biologischen Erklärungsansatz für Verhaltensstörungen basiert das Konzept des strukturierten Unterrichts. Es wird davon ausgegangen, dass Kinder mit Hyperaktivitäts- und Aufmerksamkeitsstörungen am besten lernen, wenn sie sich in einem reizarmen Klassenzimmer befinden und der Ablauf des Unterrichts starr gegliedert ist.